# 노스밴쿠버

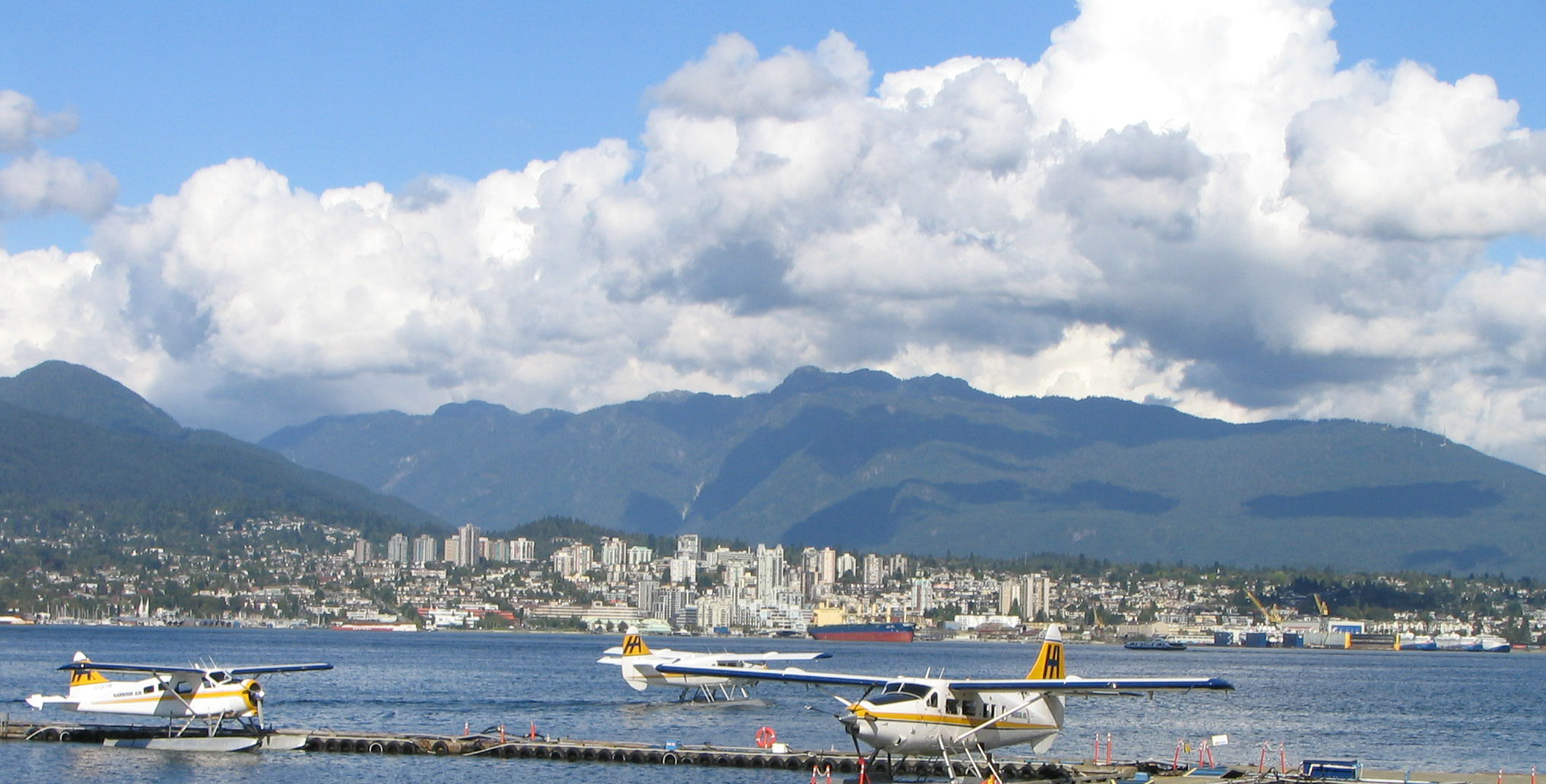

노스밴쿠버(North Vancouver)는 캐나다 브리티시컬럼비아주의 지명이다. 행정 구역 상으로는 다음 두 지역으로 나뉜다.
- 노스밴쿠버 시(City of North Vancouver) - 인구 45,165명 (2006년 조사) (인구성장율 - 2.4%를 메트로 밴쿠버보다 훨씬느리다.)
  - 노스밴쿠버 시(City of North Vancouver) - 한국인 1,160명
- 노스밴쿠버 지구(District of North Vancouver) - 인구 82,562명 (2006년 조사) (인구성장율 - 0.3%)